# SOS d'un terrien en détresse
SOS d'un terrien en détresse est une chanson composée par Michel Berger et écrite par Luc Plamondon en 1978 pour l'opéra rock Starmania.
La chanson est composée sur deux octaves et demie pour exploiter pleinement la rare tessiture de Daniel Balavoine. Absente de l'album studio Starmania sorti en 1978, la chanson est interprétée pour la première fois sur la scène du Palais des Congrès de Paris en 1979 et figure, à ce titre, sur l'album Starmania, le spectacle, sorti la même année. Le titre sera, par la suite, inclus sur les rééditions CD de l'album Starmania, à la place de Starmania (L'Air de l'extra-terrestre).
Daniel Balavoine ne l'interprétera qu'une seule fois à la télévision dans l'émission Le Grand Échiquier en novembre 1985, quelques semaines avant sa mort.

## Interprétations notables
Cette chanson a été reprise par de nombreux interprètes. Parmi les interprétations les plus fidèles vocalement et textuellement, on peut noter celles du chanteur français Grégory Lemarchal, dans la saison 4 de Star Academy en 2004, celle de Matthieu Blanchette dans The Voice of Switzerland 2014, celle du chanteur Antoine Wend, vainqueur de X Factor 2021 en Lituanie, celle d' Aurélien Vivos, vainqueur de The Voice : La Plus Belle Voix saison 12.
Hors francophonie, Dimash Qudaibergen l'a reprise plusieurs fois phonétiquement, comme lors du festival international des arts Slavianski Bazar de Vitebsk en 2015, aux EMIGALA Fashion Awards en 2022 à Dubaï et à l'investiture de Joe Biden en 2021.

## Adaptations
En 1992, le chanteur américain Peter Kingsbery sort une version anglaise sous le titre Only The Very Best.
En 1999, le chanteur monténégrino-croate Daniel Popović (en) sort une version croate sous le titre de Kao da ne postojim.